# Communauté de communes FerCher - Pays Florentais
La Communauté de communes FerCher est une communauté de communes française, située dans le département du Cher.

## Historique
La communauté de communes est créée par un arrêté préfectoral du 29 décembre 2000 qui prend effet le 1er janvier 2001. Elle regroupe alors Civray, Lunery, Plou, Primelles, Saint-Florent-sur-Cher et Villeneuve-sur-Cher.
Saint-Caprais rejoint FerCher le 1er janvier 2004, ainsi que Mareuil-sur-Arnon et Saugy le 1er janvier 2013.
En 2017 est envisagé, dans le cadre des dispositions de la loi portant nouvelle organisation territoriale de la République du 7 août 2015, une fusion de FerCher a été envisagée avec la communauté d'agglomération Bourges Plus,. Cette fusion a été rejetée par la majorité des élus du conseil communautaire de FerCher, malgré le soutien de la ville de Saint-Florent-sur-Cher. Les communes de Saint-Florent et de Villeneuve-sur-Cher ont ensuite demandé leur adhésion individuelle à Bourges Plus, suscitant l'opposition du conseil communautaire de FerCher.

## Territoire communautaire
Le nom de la communauté rappelle la situation géographique de son territoire, traversé du sud au nord par le Cher et pour rappeler l'importance qu'il y avait autrefois une industrie métallurgique avec une exploitation de minerai de fer.

### Géographie

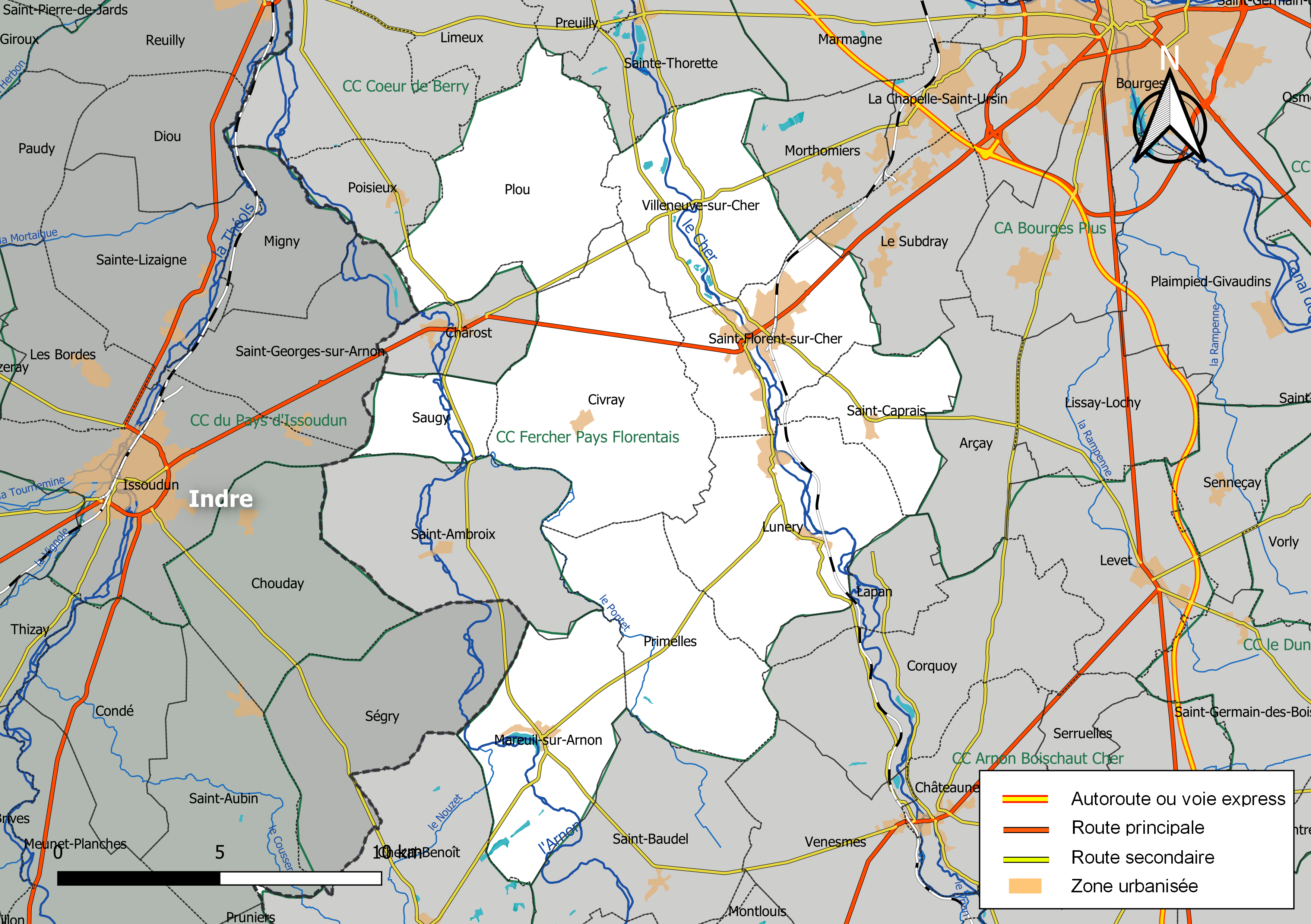
Carte de la communauté de communes FerCher - Pays Florentais au 1er janvier 2019.

Située au cœur de la Champagne berrichonne,  à l'ouest du département du Cher, la communauté de communes FerCher - Pays Florentais regroupe 9 communes et présente une superficie de 232 km2.
« Le territoire connaît depuis plusieurs années une situation économique difficile, en lien avec le déclin de l’activité industrielle mais il conserve des entreprises importantes, comme l’usine Rosières à Lunery et les entreprises Comatelec et Lisi-automotive à Saint-Florent-sur-Cher. Il dispose de plus d’une agriculture viable dont le maintien est un véritable enjeu à l’échelle du SCoT ».
Ce territoire est aisément accessible depuis l’échangeur autoroutier de Bourges sur l'Autoroute A71, et est desservi par la ligne de Bourges à Miécaze qui assure la liaison ferroviaire Bourges-Montluçon, en desservant les gares de Saint-Florent-sur-Cher, Lunery et de Châteauneuf-sur-Cher.

### Composition

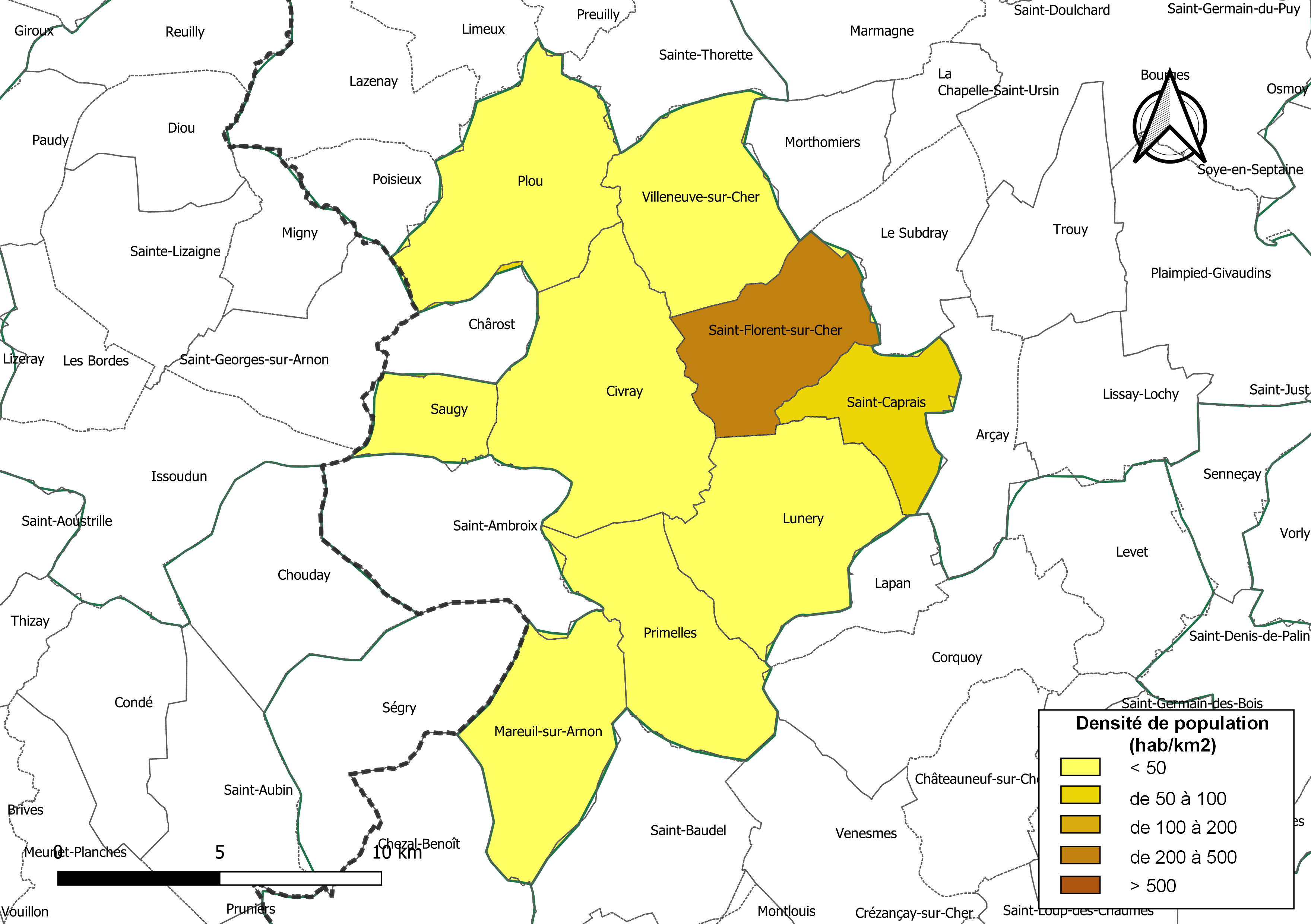
Carte des densités de population (millésimée 2016) des communes de la communauté de communes FerCher - Pays Florentais. Composition en communes au 1er janvier 2019.

En 2024, la communauté de communes est composée des 9 communes suivantes :

| Nom                            | Code Insee | Gentilé          | Superficie (km2) | Population (dernière pop. légale) | Densité (hab./km2) |
| ------------------------------ | ---------- | ---------------- | ---------------- | --------------------------------- | ------------------ |
| Saint-Florent-sur-Cher (siège) | 18207      | Saint-Florentais | 22,41            | 6 416 (2022)                      | 286                |
| Civray                         | 18066      | Civraisiens      | 40,87            | 918 (2022)                        | 22                 |
| Lunery                         | 18133      | Lunérois         | 32,87            | 1 522 (2022)                      | 46                 |
| Mareuil-sur-Arnon              | 18137      | Mareuillais      | 25,89            | 476 (2022)                        | 18                 |
| Plou                           | 18181      | Plouais          | 33,21            | 533 (2022)                        | 16                 |
| Primelles                      | 18188      |                  | 26,57            | 193 (2022)                        | 7,3                |
| Saint-Caprais                  | 18201      |                  | 14,42            | 757 (2022)                        | 52                 |
| Saugy                          | 18244      | Salgissois       | 9,63             | 78 (2022)                         | 8,1                |
| Villeneuve-sur-Cher            | 18285      | Villeneuvois     | 26,13            | 403 (2022)                        | 15                 |

### Démographie
| 1968   | 1975   | 1982   | 1990   | 1999   | 2010   | 2015   | 2021   |
| ------ | ------ | ------ | ------ | ------ | ------ | ------ | ------ |
| 11 965 | 11 960 | 12 223 | 11 283 | 11 757 | 11 531 | 11 802 | 11 370 |

## Organisation

### Siège
La communauté de communes a son siège à Saint-Florent-sur-Cher, Place de la République.

### Élus
La communauté de communes est administrée par son conseil communautaire, composé de pour la mandature 2020-2026 de 28 conseillers municipaux représentant chacune des  communes membres et répartis de la manière suivante, en fonction de leur population : 

- 14 délégués pour Saint-Florent-sur-Cher ;

- 4 délégués pour Lunery ; 

- 3 délégués pour Civray ; 

- 2 délégués pour Saint-Caprais ; 

- 1 délégué ou son suppléant, pour les autres communes.

Au terme des élections municipales de 2020 dans le Cher, le conseil communautaire renouvelé a élu le 15 juillet 2020 son nouveau président, Fabrice Chabance, maire de Plou, ainsi que ses huit vice-présidents. 
La liste des vice-présidents a été remaniée à la suite de la démission en 2023 comme maire de Saint-Florent-sur-Cher de Nicole Progin, et est en 2024 : 
1. Michel Taillandier, premier maire-adjoint de Saint-Florent-sur-Cher,  chargée du développement économique ;
2. Sylvain Joly, maire de Lunery, chargé du tourisme et de la communication ;
3. Gilles Gonthier, premier maire-adjoint de Civray, chargé de l’eau et de l’assainissement ;
4. Franck Normand, premier adjoint de Saint-Caprais, chargé des finances  ;
5. François Legnier, maire de Mareuil, chargé des ordures ménagères, de l’environnement et de la transition écologique ;
6. Michel Hérault, maire de Villeneuve-sur-Cher, chargé des équipements sportifs  ;
7. Michel Bonnet, maire de Primelles, chargé de l’urbanisme, de l’habitat, de la mobilité et des aires d'accueil des gens du voyage ;
8. Éric Audebert, maire de Saugy, chargé des travaux, de la voirie et des bâtiments.

Le bureau communautaire est constitué en 2024 du président, des 8 vice-présidents et de quatre membres supplémentaires : Marie-Line Cirre, maire de Saint-Florent, Sonia Pazos-Monvoisin, maire de Civray, Antonietta Santosuosso, maire de Saint-Caprais et Bertrand Hénault, maire-adjoint de Lunery.

### Liste des présidents
| Période                                  | Période                    | Identité             | Étiquette | Qualité                                               |
| ---------------------------------------- | -------------------------- | -------------------- | --------- | ----------------------------------------------------- |
| Les données manquantes sont à compléter. |                            |                      |           |                                                       |
|                                          |                            |                      |           |                                                       |
|                                          | 2008                       | Jean Michel Lamamy   |           |                                                       |
| 2008                                     | avril 2014                 | Bruno Didelot        |           | Maire de Lunery (2014 → 2020)                         |
| avril 2014                               | juillet 2020               | Jean-Claude Bégassat | DVD       | Maire de Saint-Florent-sur-Cher (2001 → 2008)         |
| juillet 2020                             | En cours (au 3 avril 2024) | Fabrice Chabance     |           | Maire de Plou (2001 → ) Cadre de la fonction publique |

### Compétences
L'intercommunalité exerce les compétences qui lui ont été transférées par les communes membres, dans les conditions déterminées par le code général des collectivités territoriales. Aux termes de l'arrêté préfectoral du 24 juillet 2018, il s'agit notamment de : 
- Aménagement de l'espace  : aménagement de l'espace pour la conduite d'actions d'intérêt communautaire, documents d'urbanisme, réseaux de communications électroniques, infrastructures de recharge nécessaires à l'usage de véhicules électriques et hybrides rechargeables, ZAC ;
- Développement économique : zones économiques, actions de développement économique, politique locale du commerce et soutien aux activités commerciales d'intérêt communautaire, promotion du tourisme) ;
- Aires d'accueil des gens du voyage ;
- Collecte et traitement des déchets des ménages et déchets assimilés ;
- GEMAPI, eau potable, assainissement ;
- Politique du logement et du cadre de vie : OPAH et programme local de l'habitat (PLH) ;
- Voies communales reconnues  d'intérêt communautaire ;
- Équipements sportifs, culturels et d'enseignement reconnus d'intérêt communautaire ;

### Régime fiscal et budget
La communauté de communes est un établissement public de coopération intercommunale à fiscalité propre.
Afin de financer l'exercice de ses compétences, la communauté de communes perçoit une fiscalité additionnelle aux impôts locaux des communes, avec fiscalité professionnelle de zone (FPZ ) et sans fiscalité professionnelle sur les éoliennes (FPE).

## Projets et réalisations
Conformément aux dispositions légales, une communauté de communes a pour objet d'associer des « communes au sein d'un espace de solidarité, en vue de l'élaboration d'un projet commun de développement et d'aménagement de l'espace ».